# Camarenilla
Camarenilla es un municipio y localidad española de la provincia de Toledo, en la comunidad autónoma de Castilla-La Mancha. El término municipal tiene una población de 606 habitantes (INE 2024).

## Toponimia
El término Camarenilla deriva del nombre de Camarena, teniendo su mismo origen.

## Geografía
El municipio se encuentra situado en un valle en la comarca de Torrijos y linda con las poblaciones de Arcicóllar, Recas, Bargas, Villamiel de Toledo y Fuensalida, todas de Toledo.

## Historia
En el siglo XII el rey Alfonso VII de León la donó a Domingo Domínguez, recibiendo por entonces la denominación de "Camarena Alta". 
A mediados del siglo XIX el presupuesto municipal era de 3904 reales, de los cuales 700 eran para pagar al secretario. Su economía se basaba en la producción de trigo, cebada, centeno y legumbres; en cuanto a ganadería contaba con alguna de tipo lanar, 20 bueyes y 30 mulas de labor. Por entonces el lugar tenía contabilizada una población de 332 habitantes. Aparece descrito en el quinto volumen del Diccionario geográfico-estadístico-histórico de España y sus posesiones de Ultramar de Pascual Madoz de la siguiente manera:

CAMARENILLA: l. con ayunt. en la prov. y dióc. de Toledo (3 leg.), part. jud. de Torrijos (3), aud. terr. de Madrid (10), c. g. de Castilla la Nueva: sit. en un valle, de clima poco sano por su atmósfera húmeda; reinan los vientos E. y O., y se padecen intermitentes de todos tipos: tiene 40 casas de un solo piso de mala construccion, consistorial, cárcel, escuela desempeñada por un vec. del pueblo mediante una dotacion de 300 rs. pagada por los fondos públicos y asisten 6 ú 8 niños de ambos sexos; é igl. aneja á la parr. de Arcicollar, con el título de Ntra. Sra. del Rosario servida por un teniente de residencia fija: sé surte de aguas en el arroyo inmediato. Confina el térm. por N. con el de Arcicollar (1/2 leg.); E. Recas (1/4); S. el r. Guadarrama (3/4); O. Villamiel (1/2) y comprende 2,000 fan. de tierra de labor y ademas las labranzas con sus respectivos cas. llamados Belvis, Hernan miguel, y Acerolas (V.): le baña un arroyo sin nombre, que pasa muy cerca del l. por la parte del NE., el cual nace una leg. por cima de Arcicollar, y recogiendo bastantes aguas de lluvias entra en el r. Guadarrama 1/2 leg. al E.: el terreno es llano de mediana calidad, aunque muy frio en su mayor parte; los caminos vecinales; el correo se recibe en Valmojado por balijero los domingos y viernes de cada semana. prod.: trigo, cebada, centeno, avena, garbanzos, algarrobas y otras legumbres; se mantiene algun ganado lanar, 20 bueyes y 30 mulas de labor, y se cria poca caza de liebres y perdices. pobl.: 38 vec. 155 alm. cap. prod.: 886,517 rs. imp.: 22,387. contr.: segun el cálculo general de la prov. 74'48 por 100. presupuesto municipal 3,904 del que se pagan 700 al secretario por su dotacion y se cubre con arbitrios y repartimiento vecinal, por carecer de propios.
(Madoz, 1846, p. 327)

## Administración
| Periodo   | Nombre                         | Partido       |
| --------- | ------------------------------ | ------------- |
| 1979-1983 | Anselmo Puebla Toledo          | UCD           |
| 1983-1987 | Anselmo Puebla Toledo          | AP            |
| 1987-1991 | Miguel Ángel Bargueño Bargueño | CDS           |
| 1991-1995 | Julián Sánchez Páramo          | Independiente |
| 1995-1999 | Antonio Barahona Bravo         | Independiente |
| 1999-2003 | Ana M.ª Bargueño Pantoja       | PP            |
| 2003-2007 | Ana M.ª Bargueño Pantoja       | PP            |
| 2007-2011 | Ana M.ª Bargueño Pantoja       | PP            |
| 2011-2015 | José Manuel de Miguel Gómez    | PSOE          |

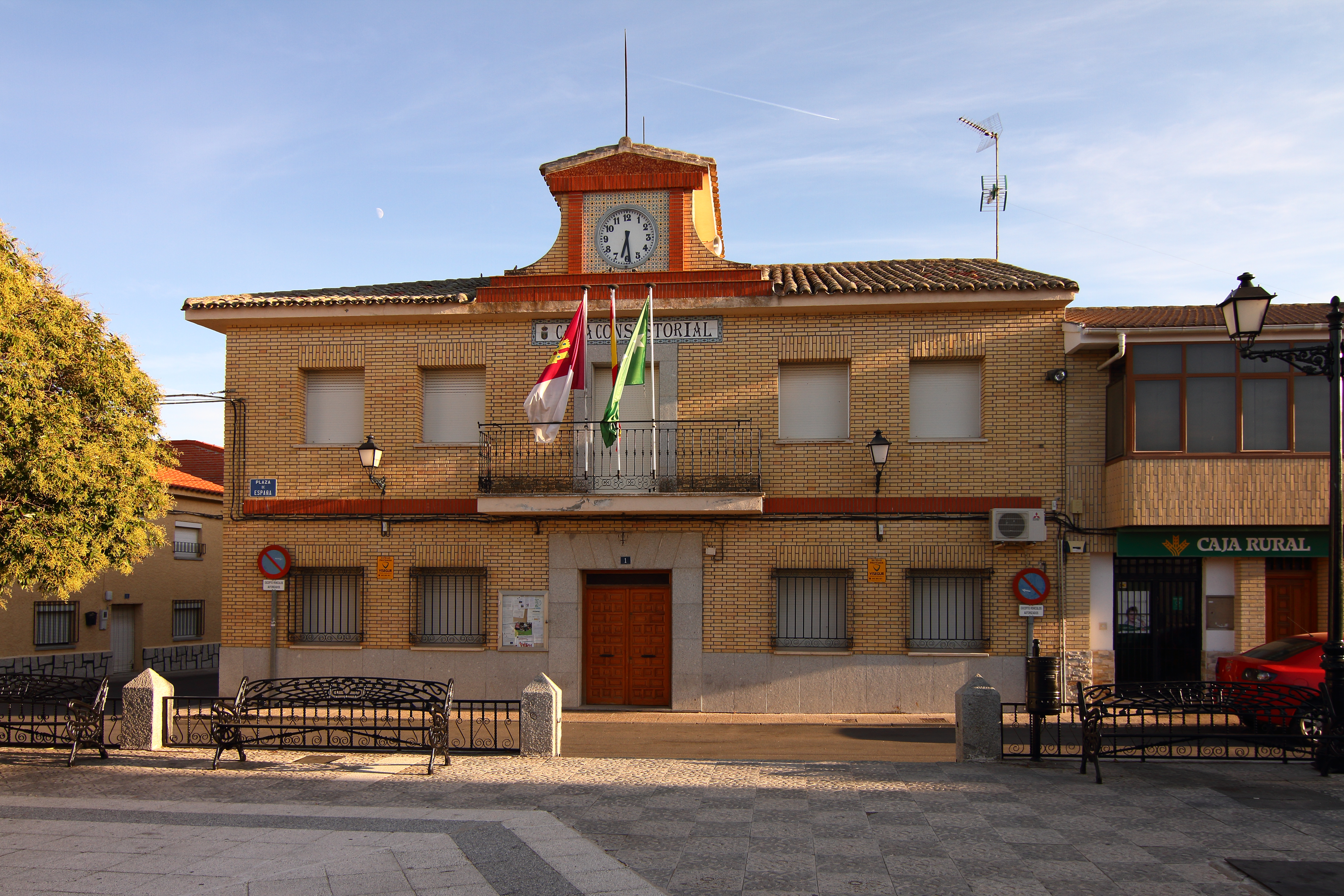
Ayuntamiento

| 2015-2019 | José Manuel de Miguel Gómez    | PSOE          |
| 2019-2023 | José Manuel de Miguel Gómez    | PSOE          |
| 2023-act. | José Manuel de Miguel Gómez    | PSOE          |

## Demografía
Cuenta con una población de 606 habitantes (INE 2024).
| Gráfica de evolución demográfica de Camarenilla entre 1842 y 2021                                                     |
| |
| Población de derecho según los censos de población del INE. Población de hecho según los censos de población del INE. |

| 549                     | 525 | 516 | 512 | 533 | 518 | 521 | 516 | 544 | 563 | 596 | 630 | 601 |
| (Fuente: fuente=INE-es) |     |     |     |     |     |     |     |     |     |     |     |     |

## Patrimonio
En la localidad se encuentra la iglesia parroquial de Nuestra Señora del Rosario, en la que hay una pila bautismal del siglo XV.

## Fiestas
- 5 de enero: Día de Reyes.
- Sábado de Semana Santa: El Judas.
- 30 de abril: El Mayo.
- Última semana de julio: fiestas patronales en honor a Nuestra Señora del Rosario.
- 8 de diciembre: Inmaculada Concepción.